# Reinhold Frank (Schriftsteller)
Reinhold Frank (* 14. Juli 1918 in Neu-Schilling, Wolgadeutsche Republik, Sowjetunion; † 7. März 2001) war ein russlanddeutscher Schriftsteller.

## Leben
Frank wuchs im deutschen Wolgagebiet der UdSSR auf und beendete 1938 eine Ausbildung in der medizinischen Schule in Balzer. Im Jahr 1939 wurde er Student des Saratower Pädagogischen Institutes (Fakultät für Fremdsprachen); dabei war er Mitarbeiter des deutschen Staatsverlages in Engels. Infolge der stalinistischen Politik wurde er 1941 nach Sibirien zwangsumgesiedelt, von 1942 bis 1945 leistete er Frondienst in der sogenannten Trudarmee. Nach Ende des Zweiten Weltkriegs war Frank von 1946 bis 1979 im Gesundheitswesen in Karaganda tätig. Ab 1956 veröffentlichte er in allen deutschsprachigen Zeitungen in der UdSSR sowie in Sammelbänden. 1978 erschien in Alma-Ata der Einzelband "Unterm Neulandhimmel". Außerdem übersetzte er Gedichte von Rassul Gamsatow in der Zeitschrift "Neues Leben".
Im Jahr 1983 gelang ihm die Ausreise in die Bundesrepublik Deutschland; schon seit 1974 publizierte Frank in Sammelbänden und Zeitschriften in Deutschland, wie "Nachrichten aus Kasachstan" 1974, "Die Mär vom herrschsüchtigen Bären" (Kinderbuch, 1990), Lyrik im Band "Endlos weite Steppe" 1995, Erzählungen in "Wolgadeutsche Schicksale" (1995) und "Ruf der Ahnen" (1999) im R. G. Fischer Verlag.
1996 erhielt Frank die Ehrengabe im Rahmen des Kulturpreises zur Förderung des Kulturgutes der Deutschen aus Russland vom Land Baden-Württemberg. Er war Mitglied der Akademie für Künste und Kultur München.